# Monako na Zimowych Igrzyskach Olimpijskich 1992
Monako na Zimowych Igrzyskach Olimpijskich 1992 reprezentowało 5 zawodników w zawodach bobslejowych. 
Był to trzeci start Monako na zimowych igrzyskach olimpijskich.

## Bobsleje
Mężczyźni
| Konkurencja | Zawodnik                                                    | Zjazd I | Zjazd I | Zjazd II | Zjazd II | Zjazd III | Zjazd III | Zjazd IV | Zjazd IV | Klasyfikacja końcowa | Klasyfikacja końcowa |
| Konkurencja | Zawodnik                                                    | Czas    | Miejsce | Czas     | Miejsce  | Czas      | Miejsce   | Czas     | Miejsce  | Czas                 | Miejsce              |
| ----------- | ----------------------------------------------------------- | ------- | ------- | -------- | -------- | --------- | --------- | -------- | -------- | -------------------- | -------------------- |
| Dwójka      | Monaco-1: Gilbert Bessi Michel Vatrican                     | 1:01,55 | 23.     | 1:02,09  | 24.      | 1:02,08   | 22.       | 1:02,41  | 28.      | 4:08,13              | 23.                  |
| Dwójka      | Monaco-2: Pascal Camia Albert Grimaldi                      | 1:03,57 | 44.     | 1:03,88  | 42.      | 1:03,93   | 43.       | 1:04,04  | 44.      | 4:15,42              | 43.                  |
| Czwórka     | Albert Grimaldi David Tomatis Gilbert Bessi Michel Vatrican | 1:00,49 | 28.     | 1:00,66  | 28.      | 1:00,74   | 27.       | 1:00,74  | 27.      | 4:02,63              | 27.                  |